# Clarkmobile Company
Clarkmobile Company war ein US-amerikanischer Hersteller von Automobilen.

## Unternehmensgeschichte
Frank G. Clark gründete das Unternehmen im April 1902 in Lansing in Michigan. Anfang 1903 begann er mit der Produktion von Automobilen. Der Markenname lautete Clarkmobile. 1904 endete die Produktion. Im Januar 1905 verkaufte Clark alles an die New Way Motor Company.
Clark gründete 1910 die Furgason Motor Company in der gleichen Stadt.

## Fahrzeuge
Im Angebot stand nur ein Modell. Ein Einzylindermotor mit 7 PS Leistung war unter dem Sitz montiert und trieb über eine Kardanwelle die Hinterachse an. Das Fahrgestell hatte 183 cm Radstand. Der offene Runabout bot Platz für zwei bis drei Personen.

## Übersicht über Pkw-Marken aus den USA, dieClarkbeinhalten
| Marke          | Hersteller                           | Vermarktungsbeginn | Vermarktungsende | Ort, Bundesstaat           |
| -------------- | ------------------------------------ | ------------------ | ---------------- | -------------------------- |
| Clark          | Clark Manufacturing Company          | 1897               | 1901             | Moline, Illinois           |
| Clark          | Edward S. Clark Steam Automobiles    | 1900               | 1909             | Boston, Massachusetts      |
| Clark          | A. F. Clark & Company                | 1903               | 1905             | Philadelphia, Philadelphia |
| Clark          | Clark Motor Car Company              | 1910               | 1912             | Shelbyville, Indiana       |
| Clark          | Furgason Motor Company               | 1910               | 1911             | Lansing, Michigan          |
| Clark Electric | Toledo Electric Vehicle Company      | 1909               | 1910             | Toledo, Ohio               |
| Clark Electric | Brunn Carriage Manufacturing Company | 1910               | 1910             | Buffalo, New York          |
| Clark-Hatfield | Clark-Hatfield Automobile Company    | 1908               | 1909             | Oshkosh, Wisconsin         |
| Clark-Norwalk  | Norwalk Motor Car Company            | 1910               | 1910             | Norwalk, Ohio              |
| Clarkmobile    | Clarkmobile Company                  | 1903               | 1904             | Lansing, Michigan          |